# Bernard de Poudenx
Bernard de Poudenx de Castillon, né en 1661 et décédé le 18 janvier 1709, fut évêque de Marseille.

## Biographie
Il était le fils du vicomte de Poudenx, ancien capitaine des gardes du duc d’Épernon et de Jeanne de Baffoigne de Castillon. Il fut chanoine de Tarbes dont son oncle François de Poudenx était évêque. En 1707, il reçoit en commende l’abbaye de Bonnefond au diocèse de Comminges puis fut nommé le 22 février 1708 évêque de Marseille.
Il reçut ses bulles le 30 avril 1708 et fut sacré à Paris le 26 août 1708 par le cardinal de Noailles, archevêque de Paris assisté de Jacques de Matignon, ancien évêque de Condom et abbé de Saint-Victor de Marseille et de l’évêque d’Orléans. Il prêta serment au roi le 4 octobre 1708.
Il arriva à Marseille le 22 décembre 1708. L’hiver très rude de 1709 entraîna une grande misère. Bernard de Poudenx porta secours au peuple en faisant porter du pain aux plus pauvres.
Il mourut du choléra le 18 janvier 1709 après avoir passé moins d’un mois à son évêché de Marseille.

## Armoiries
Il porte pour armoiries : D'or, à trois chiens courants, de gueules, posés l'un sur l'autre.